# Большая Охта (муниципальный округ)

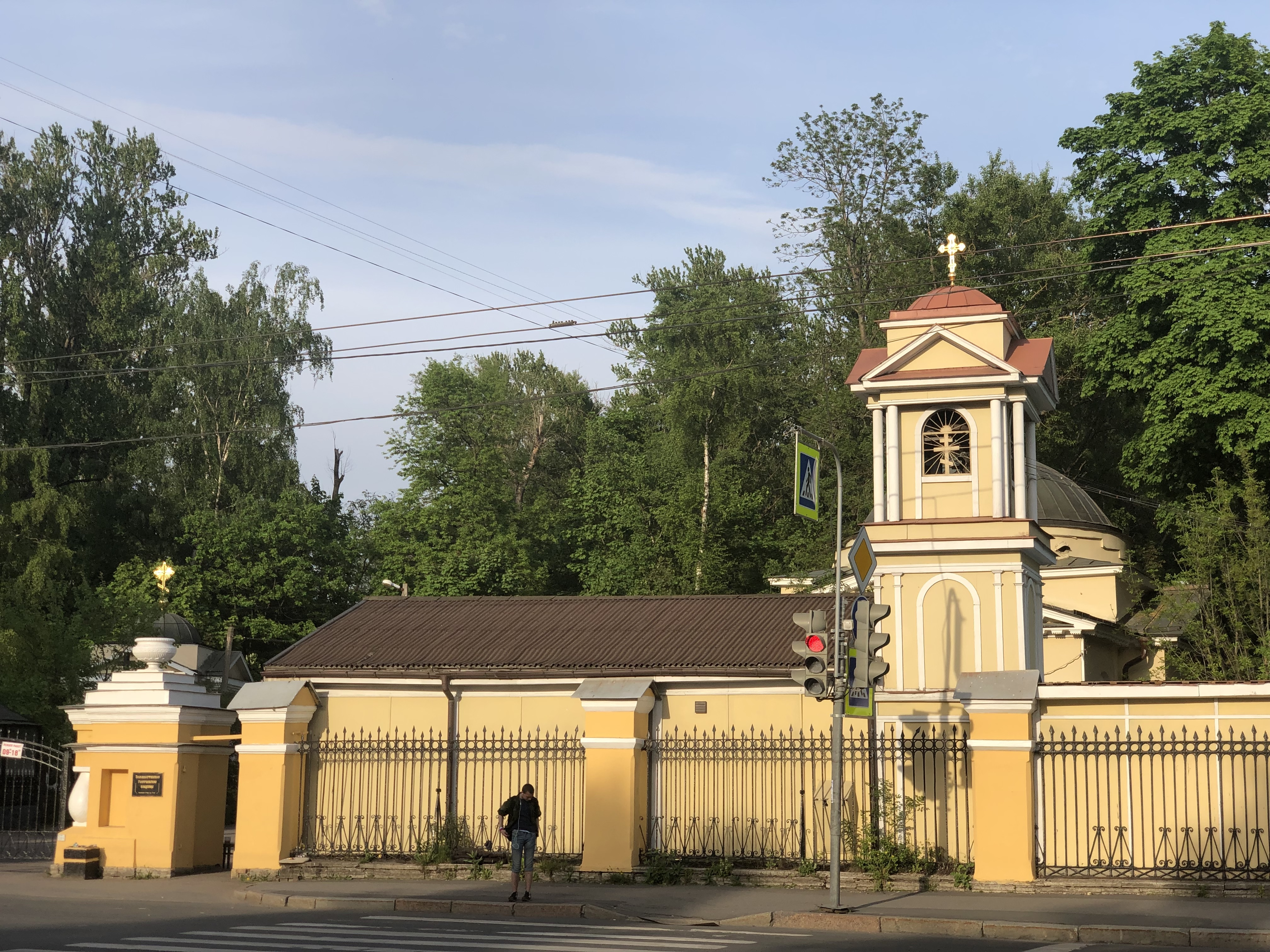
Никольская Большеохтинская церковь

Больша́я О́хта — муниципальный округ в составе Красногвардейского района Санкт-Петербурга.
До 3 сентября 1998 года округ носил название «Большая Охта», затем стал называться муниципальным округом № 33, а с 14 августа 2008 года — вновь «Большая Охта».

## Население
| 2002    | 2010    | 2012    | 2013    | 2014    | 2015    | 2016    |
| ------- | ------- | ------- | ------- | ------- | ------- | ------- |
| 56 648  | ↘54 539 | ↗55 004 | ↗55 588 | ↗55 637 | ↗55 811 | ↗55 837 |
| 2017    | 2018    | 2019    | 2020    | 2021    | 2023    |         |
| ↗56 223 | ↗57 068 | ↘56 848 | ↘56 658 | ↗58 616 | ↘58 140 |         |